# Nhìn mặt bắt hình dong

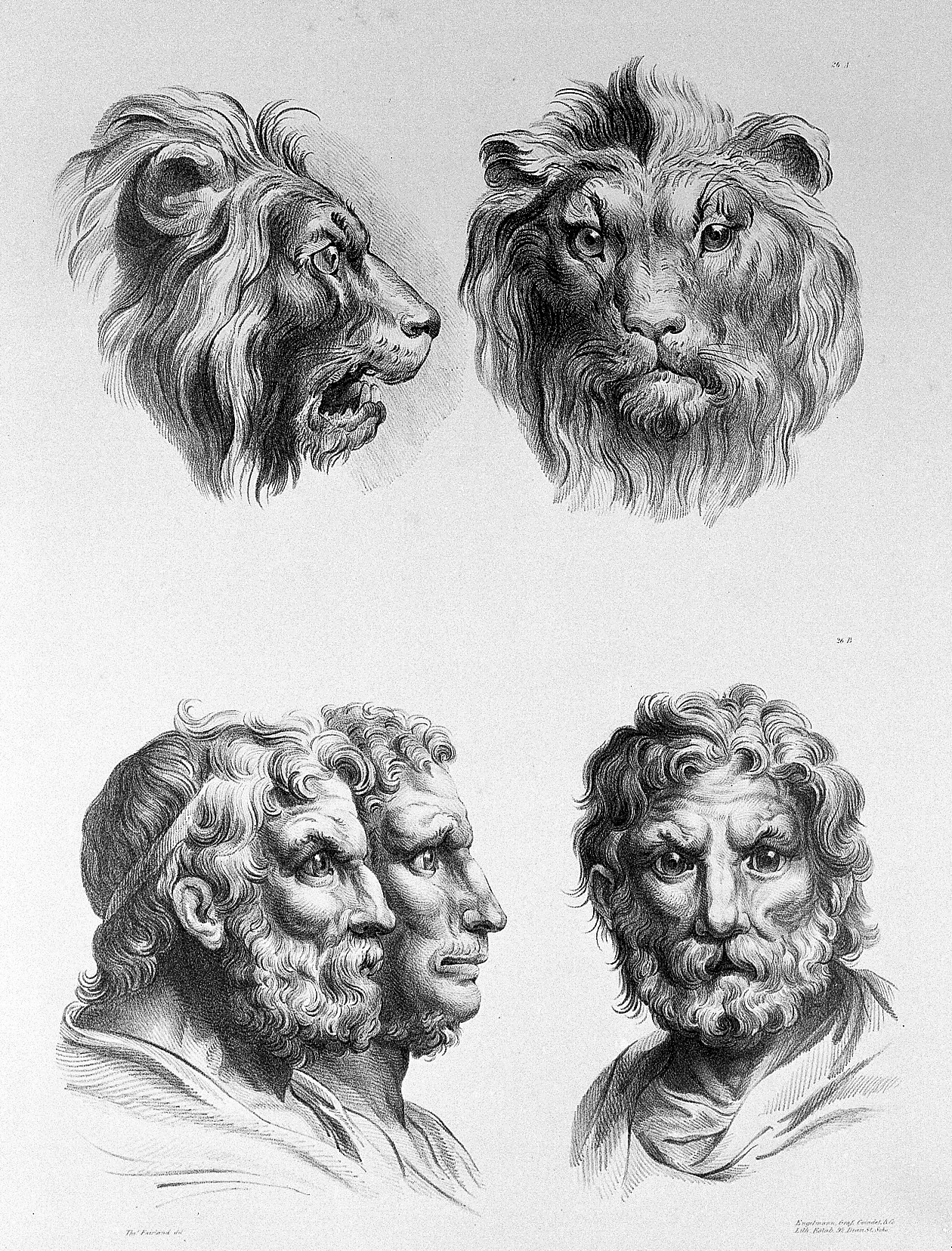
Bức vẽ thạch bản châm biếm mối quan hệ giữa tục nhìn mặt bắt hình dong của con người và của con vật, bởi Charles Le Brun (1619–1690).

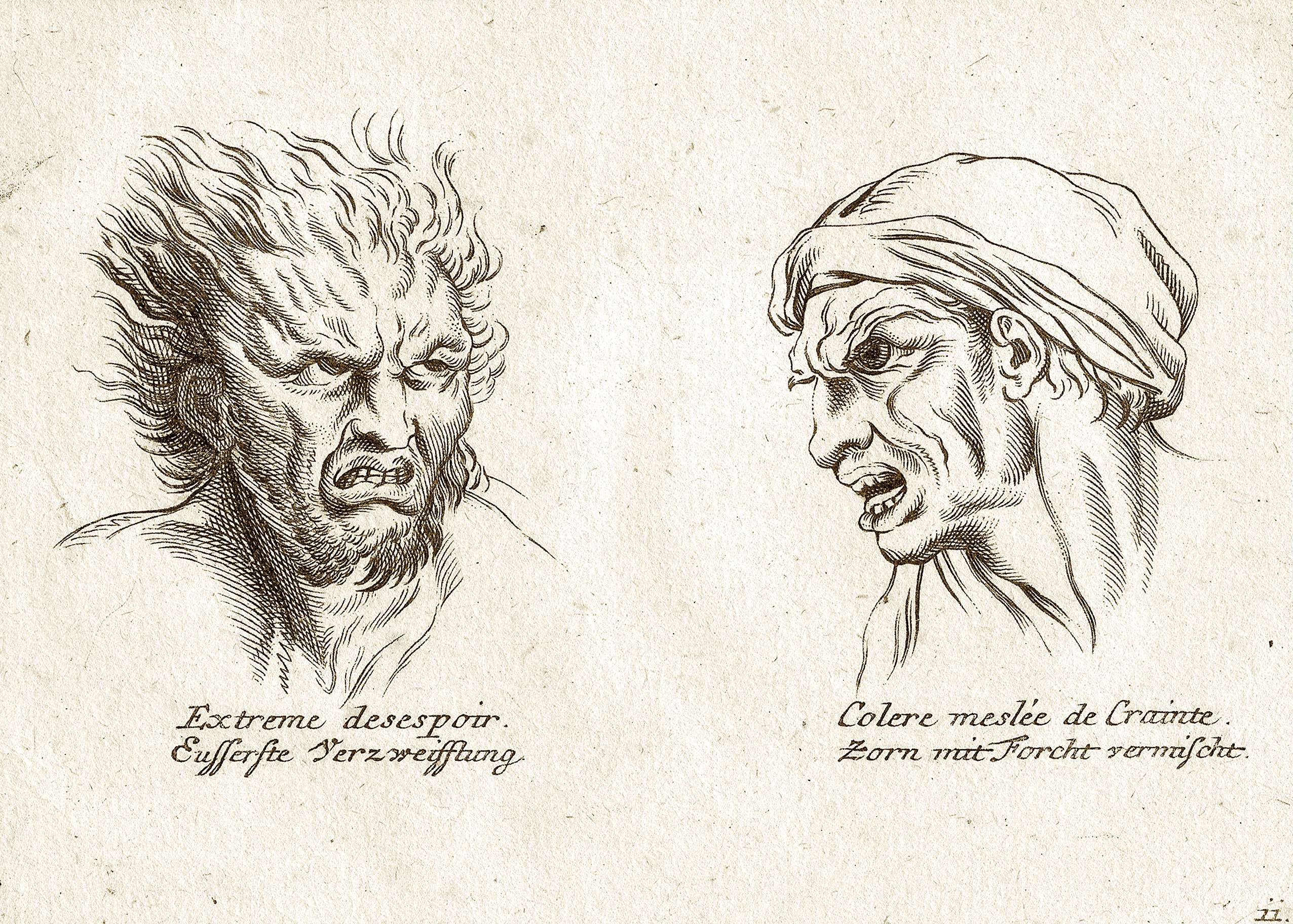
Hình minh họa trong một cuốn sách thế kỷ 19 về hiện tượng nhìn mặt bắt hình dong

Nhìn mặt bắt hình dong (tiếng Anh: physiognomy; từ tiếng Hy Lạp φύσις, 'physis', nghĩa là "bản chất", và 'gnomon', nghĩa là "đánh giá" hoặc "người diễn giải") là việc đánh giá đặc điểm hoặc tính cách của một người từ diện mạo bên ngoài của họ—đặc biệt là khuôn mặt.
Nghiên cứu thời xưa về tục nhìn mặt bắt hình dong đáp ứng đủ tiêu chí của định nghĩa đương đại về một giả khoa học; mức độ tin cậy của nghiên cứu về hiện tượng này thời nay thì thay đổi mỗi chỗ một khác. Tục lệ này đã được các nhà triết học Hy Lạp cổ đại chấp nhận, nhưng bị mang tiếng xấu trong thời Trung Cổ, trong khi đó vẫn được thực hành bởi những kẻ phiêu bạt và lang băm. Nó được hồi sinh và phổ biến trở lại bởi Johann Kaspar Lavater, trước khi lại không được ưa chuộng vào cuối thế kỷ thứ 19. Hiện tượng nhìn mặt bắt hình dong trong thế kỷ thứ 19 được đặc biệt ghi nhận là một cơ sở cho sự phân biệt chủng tộc khoa học.